# Qualificazioni all'UEFA Futsal Championship 2005
Nelle qualificazioni all'UEFA Futsal Championship 2005 si presentano 33 formazioni per sette posti disponibili. Le formazioni vennero divise in 7 gironi, la prima si qualificava alla fase finale.

## Avvenimenti
Ai nastri di partenza delle qualificazioni si presentano trentadue formazioni (quattro in più della precedente edizione) per sette posti disponibili, l'ottavo è destinato alla Repubblica Ceca, mentre l'Italia detentrice del trofeo è chiamata a giocare la qualificazione nel gruppo 7 dove si qualifica ai danni di Bosnia-Erzegovina, Macedonia e Polonia. Sette formazioni partecipano a due raggruppamenti di prequalificazione, vinti da Romania e Cipro. Successivamente le formazioni vengono divise in sette gironi da quattro squadre, qualificando Paesi Bassi, Ucraina, Portogallo, Spagna, Russia, Ungheria, Italia.

## Turno preliminare

### Girone A
| Squadra    | Pti | G | V | N | P | GF | GS | DR  |
| ---------- | --- | - | - | - | - | -- | -- | --- |
| Romania    | 7   | 3 | 2 | 1 | 0 | 20 | 4  | +16 |
| Armenia    | 5   | 3 | 1 | 2 | 0 | 9  | 7  | +2  |
| Kazakistan | 4   | 3 | 1 | 1 | 1 | 9  | 12 | -3  |
| Bulgaria   | 0   | 3 | 0 | 0 | 3 | 7  | 22 | -15 |

### Girone B
| Squadra     | Pti | G | V | N | P | GF | GS | DR |
| ----------- | --- | - | - | - | - | -- | -- | -- |
| Cipro       | 4   | 2 | 1 | 1 | 1 | 9  | 5  | +4 |
| Albania     | 4   | 2 | 1 | 1 | 1 | 9  | 7  | +2 |
| Inghilterra | 0   | 2 | 0 | 0 | 2 | 10 | 16 | -6 |

## Turno principale

### Girone A
| Squadra     | Pti | G | V | N | P | GF | GS | DR  |
| ----------- | --- | - | - | - | - | -- | -- | --- |
| Paesi Bassi | 9   | 3 | 3 | 0 | 0 | 24 | 3  | +21 |
| Belgio      | 6   | 3 | 2 | 0 | 1 | 3  | 3  | 0   |
| Francia     | 3   | 3 | 1 | 0 | 2 | 5  | 14 | -9  |
| Israele     | 0   | 3 | 0 | 0 | 3 | 3  | 15 | -12 |

### Girone B
| Squadra     | Pti | G | V | N | P | GF | GS | DR  |
| ----------- | --- | - | - | - | - | -- | -- | --- |
| Ucraina     | 9   | 3 | 3 | 0 | 0 | 18 | 5  | +13 |
| Slovacchia  | 4   | 3 | 1 | 1 | 1 | 12 | 10 | +2  |
| Bielorussia | 4   | 3 | 1 | 1 | 1 | 8  | 8  | 0   |
| Romania     | 0   | 3 | 0 | 0 | 3 | 4  | 19 | -15 |

### Girone C
| Squadra    | Pti | G | V | N | P | GF | GS | DR  |
| ---------- | --- | - | - | - | - | -- | -- | --- |
| Portogallo | 9   | 3 | 3 | 0 | 0 | 22 | 1  | +21 |
| Moldavia   | 6   | 3 | 2 | 0 | 1 | 14 | 10 | +4  |
| Andorra    | 3   | 3 | 1 | 0 | 2 | 7  | 21 | -14 |
| Cipro      | 0   | 3 | 0 | 0 | 3 | 3  | 14 | -11 |

### Girone D
| Squadra   | Pti | G | V | N | P | GF | GS | DR  |
| --------- | --- | - | - | - | - | -- | -- | --- |
| Spagna    | 7   | 3 | 2 | 1 | 0 | 20 | 3  | +17 |
| Slovenia  | 7   | 3 | 2 | 1 | 0 | 15 | 7  | +12 |
| Lituania  | 3   | 3 | 1 | 0 | 2 | 10 | 12 | -2  |
| Finlandia | 0   | 3 | 0 | 0 | 3 | 2  | 25 | -23 |

### Girone E
| Squadra             | Pti | G | V | N | P | GF | GS | DR  |
| ------------------- | --- | - | - | - | - | -- | -- | --- |
| Russia              | 9   | 3 | 3 | 0 | 0 | 21 | 4  | +17 |
| Serbia e Montenegro | 6   | 3 | 2 | 0 | 1 | 13 | 8  | +5  |
| Azerbaigian         | 3   | 3 | 1 | 0 | 2 | 8  | 10 | -2  |
| Georgia             | 0   | 3 | 0 | 0 | 3 | 7  | 27 | -20 |

### Girone F
| Squadra  | Pti | G | V | N | P | GF | GS | DR |
| -------- | --- | - | - | - | - | -- | -- | -- |
| Ungheria | 9   | 3 | 3 | 0 | 0 | 12 | 6  | +6 |
| Croazia  | 4   | 3 | 1 | 1 | 1 | 9  | 7  | +2 |
| Grecia   | 2   | 3 | 0 | 2 | 1 | 5  | 7  | -2 |
| Lettonia | 1   | 3 | 0 | 1 | 2 | 6  | 12 | -6 |

### Girone G
| Squadra              | Pti | G | V | N | P | GF | GS | DR  |
| -------------------- | --- | - | - | - | - | -- | -- | --- |
| Italia               | 9   | 3 | 3 | 0 | 0 | 19 | 3  | +16 |
| Bosnia ed Erzegovina | 6   | 3 | 2 | 0 | 1 | 14 | 11 | +3  |
| Macedonia            | 1   | 3 | 0 | 1 | 2 | 6  | 14 | +8  |
| Polonia              | 1   | 3 | 0 | 1 | 2 | 6  | 17 | -11 |